# خليج سيباكور
خليج سيباكور هو خليج يقع غرب شبه جزيرة بومبيراي في شمال مقاطعة بابوا الغربية. تقع جزيرتا كاراس وسيماي في هذا الخليج.